# Хорватова, Елена
Елена Хорватова (словац. Elena Chorvátová, род. 19 марта 1983) — словацкая шахматистка, национальный мастер.
Чемпионка Словакии 2000 г.
Победительница юниорского чемпионата Словакии 1999 г. (в категории до 16 лет; разделила 1—2 места с З. Грегоровой (Штрицовой)).
В составе сборной Словакии участница шахматной олимпиады 2000 г., двух командных чемпионата Европы среди юниоров до 18 лет (2000 и 2001 гг.).
Неоднократная участница юниорских чемпионатов мира и Европы в разных возрастных категориях.
Сведения об участии шахматистки в соревнованиях после 2001 г. отсутствуют в базах.

## Основные спортивные результаты
| Год  | Город            | Соревнование                                                                      | + | − | = | Результат | Место     |
| ---- | ---------------- | --------------------------------------------------------------------------------- | - | - | - | --------- | --------- |
| 1993 | Братислава       | Юниорский чемпионат мира (до 10 лет)                                              |   |   |   |           | [ 2 ]     |
| 1994 | Бэйле-Еркулане   | Юниорский чемпионат Европы (до 12 лет)                                            |   |   |   |           | [ 2 ]     |
| 1995 | Верден           | Юниорский чемпионат Европы (до 12 лет)                                            |   |   |   |           | [ 3 ]     |
| 1997 | Канны            | Юниорский чемпионат мира (до 14 лет)                                              |   |   |   |           | [ 2 ]     |
| 1998 | Прьевидза        | Чемпионат Словакии                                                                |   |   |   |           | [ 4 ]     |
|      | Мурэкк           | Юниорский чемпионат Европы (до 16 лет)                                            |   |   |   |           | [ 5 ]     |
| 1999 | Иванка-при-Дунае | Юниорский чемпионат Словакии (до 16 лет)                                          | 6 | 2 | 1 | 6½ из 9   | 1—2       |
|      | Нове-Замки       | Чемпионат Словакии                                                                |   |   |   |           | [ 6 ]     |
| 2000 | Братислава       | Юниорский чемпионат Словакии (до 20 лет)                                          | 1 | 2 | 4 | 3 из 7    | 5—7       |
|      | Балатонлелле     | Командный чемпионат Европы среди юниоров (до 18 лет; сборная Словакии, ?-я доска) | 2 | 0 | 2 | 3 из 4    |           |
|      | Зволен           | Чемпионат Словакии                                                                | 2 | 5 | 2 | 3 из 9    | 1 (42—44) |
|      | Стамбул          | XIX Олимпиада (сборная Словакии, ?-я доска)                                       | 2 | 3 | 2 | 3 из 7    |           |
| 2001 | Балатонлелле     | Командный чемпионат Европы среди юниоров (до 18 лет; сборная Словакии, ?-я доска) | 2 | 1 | 2 | 3 из 5    |           |